# SN 1997D
SN 1997D — сверхновая звезда типа II-P, вспыхнувшая 14 января 1997 года в галактике NGC 1536, которая находится в созвездии Сетка.

## Характеристики
Сверхновая была зарегистрирована
итальянским астрономом Дуилия де Мелло (англ. Duilia de Mello). Взрыв сверхновой был чрезвычайно слабым. Наблюдения показали, что он был мощностью 1050 эрг, а масса выброшенного вещества не превышала 6 масс Солнца. Согласно принятой модели процесса вспышки сверхновой, масса взорвавшейся звезды составляла 8—12 масс Солнца. Причиной вспышки было сколлапсировавшее ядро звезды, что является редкостью для таких маломассивных звёзд. Астрономы полагают, что подобными сверхновыми были SN 1054 и SN 1181.
Событие произошло на расстоянии 43 миллионов световых лет от нас — в спиральной галактике NGC 1536. Местоположение сверхновой — 11" к востоку и 43" к югу от центра родительской галактики.